# Web Cache Communication Protocol
Web Cache Communication Protocol (WCCP) é um protocolo de roteamento de conteúdo desenvolvido pela Cisco Systems em 1997, do qual fornece um mecanismo para redirecionar o fluxo de tráfego em tempo real. Foi construído com mecanismos de balanceamento de carga, dimensionamento, tolerância a falhas e garantia de serviço (failsafe). A versão 12.1 do Cisco IOS e versões posteriores permitem o uso de qualquer versão 1 (WCCPv1) ou versão 2 (WCCPv2) do protocolo.
WCCP permite a utilização de equipamentos de cache da Cisco (ou outros caches que suportem o WCCP) para localizar os padrões de tráfego web na rede, permitindo que as solicitações de conteúdo sejam supridas localmente. A localização de tráfego reduz os custos de transmissão e tempo de download.